# Teodrada
Gospa Teodrada (francuski: Théodérade, Théodrade) (9. st.) bila je kraljica Zapadne Franačke u 9. stoljeću kao jedina supruga kralja Oda, koji je bio sin grofa Anjoua.
Bila je šogorica kralja Roberta I., pretka dinastije Capet.
Roditelji su joj nepoznati; njezina je nećakinja bila kraljica Ema Francuska, žena vojvode-kralja Rudolfa.
Moguće je da je Teodrada kralju rodila troje djece, sinove imena Guy (spomenut u povelji za koju se vjeruje da je krivotvorina), Arnulf i Raul (Rudolf).
Teodradin drugi muž je bio neki Oton (Otto).